# Riesenpitta
Die Riesenpitta (Hydrornis caeruleus) ist ein Sperlingsvogel aus der Gattung Hydrornis innerhalb der Familie der Pittas (Pittidae). Sie kommt von Thailand über die malaiische Halbinsel bis nach Brunei vor. Die Weltnaturschutzunion (IUCN) stuft die Art aufgrund der Zerstörung ihrer Habitate durch Abholzung der Regenwälder, Waldbrände etc. als potenziell gefährdet (NT) ein.

## Merkmale
Die Riesenpitta erreicht eine Körperlänge von 25 bis 28 Zentimeter.

### Männchen
Das Männchen hat einen graubraunen Kopf und Vorderscheitel, jede Feder ist breit schwarz gesäumt. Der hintere Scheitel, der Nacken und ein Strich, der vom Auge bis zu den Halsseiten verläuft ist glänzend schwarz. Die Zügel sind grau mit einem schmalen schwarzen Band. Der Überaugenstreif ist graubraun bis grauweiß. Die Kopfseiten sind graugrün und braun mit feinen schmalen Säumen. Im Nacken verläuft ein halbmondförmiges schwarzes Band. Die Körperoberseite ist glänzend Blau. Bei Individuen, bei denen der Glanz der Körperoberseite auf den Mantel begrenzt ist, handelt es sich vermutlich um Vögel in ihrem zweiten Lebensjahr.
Die Handschwingen sind dunkelbraun, die inneren Federn haben dabei graublaue Spitzen. Die Armschwingen sind dunkelbraun mit graublauen Säumen. Die Flügeldecken sind blau wie die Körperoberseite.
Das Kinn und die Kehle sind blass graubraun, die Feder zwischen Kehle und Brust haben dabei eine schwarze Federbasis, so dass sich ein diffuses dunkles Band bildet. Die Brustseiten sind grünlich überwaschen, die Flanken sind graugrün, die übrigen Körperunterseite ist hellbraun. Die Unterschwanzdecken sind dunkelbraun, der kurze Schwanz ist mattbraun.

### Weibchen

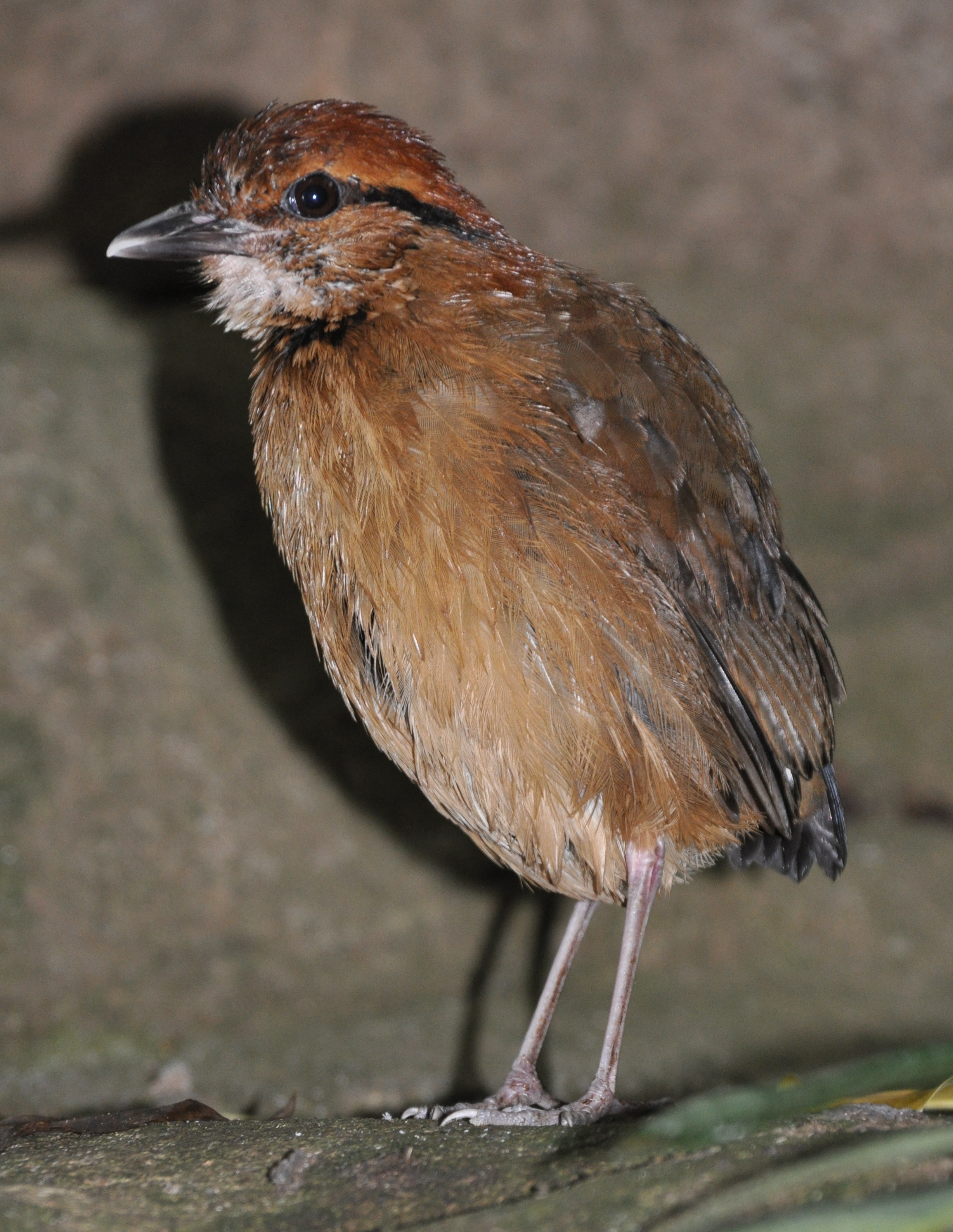
Riesenpitta im Vogelpark Walsrode

Beim Weibchen sind Scheitel und Nacken blass rötlichbraun bis blass kastanienbraun. Jede einzelne Feder ist schmal schwarz gesäumt. Ein Strich verläuft vom Auge bis in den Nacken. Die Kopfseiten sind blass rotbraun mit helleren Federschäften. Die Körperoberseite und die Flügeldecken sind rotbraun, nur der Bürzel und die Oberschwanzdecken sind blau. Die Steuerfedern sind braun, das zweite und dritte Steuerfederpaar ist bläulich überwaschen. Das Kinn, die Kehle und das diffuse Brustband sind wie beim Männchen. Die übrige Körperunterseite ist rötlich-braun.

### Jungvögel
Jungvögel haben auf dem Scheitel und im Namen einzelne ockerfarben und dunkelbraune Federn, was ihnen ein geflecktes Erscheinungsbild verleiht. Die Körperoberseite ist dunkelbraun. Kehle und Kinn sind weißlich, die Brust ist graubraun mit rotbraunen Säumen, die übrige Körperunterseite ist blassbraun und cremefarben gefleckt. Das Schwanzgefieder ist mattblau. Bei noch nicht geschlechtsreifen Vögeln (sogenannten Subadulten) ist der Rücken wie beim adulten Männchen blau, es fehlt allerdings der ganz. Subadulte Weibchen sind etwas grauer als ausgewachsene Weibchen.

## Verwechslungsmöglichkeiten
Die Riesenpitta ist auf Grund ihrer Größe und ihrer Gefiederfärbung mit kaum einer anderen Pitta-Art zu verwechseln. Eine entfernte Ähnlichkeit besteht mit der Schneiderpitta (Hydrornis schneideri), weil beide Männchen auf der Körperoberseite blaue Federpartien haben und auf der Unterseite graubraun sind. Die Schneiderpitta hat allerdings eine rotbraune Kappe und ist deutlich kleiner als die Riesenpitta. Die Weibchen sind deutlich schwieriger auseinanderzuhalten. Es fehlt bei den weiblichen Schneiderpittas allerdings das dunkle Nackenband. In der Region Tanintharyi überlappt sich das Verbreitungsgebiet der Blaupitta (Hydrornis cyaneus) mit dem der Riesenpitta. Diese Art ist aber auf der Körperunterseite quergestreift.

## Verbreitung und Lebensraum
Das Verbreitungsgebiet erstreckt sich über Brunei, Indonesien, Malaysia, Myanmar und Thailand. Auf Sumatra wurde sie nach über hundert Jahren erstmals Anfang des  21. Jahrhunderts wieder gesichtet, wo sie bis dahin als ausgestorben galt.
Die Riesenpitta bewohnt Primär- und höher gewachsene Sekundärwälder bis zu einer Höhe von 1.200 m ü. NHN. Sie bevorzugt dicht bewachsene, sumpfige Gegenden, wurde vereinzelt aber auch in trockeneren Gebieten gesichtet.

## Lebensweise
Die Riesenpitta gilt als eine der scheuesten Pitta-Arten. Wird sie aufgescheucht, fliegt sie schnell eine längere Distanz, bevor sie sich wieder niederlässt. Sie sind auch vergleichsweise leise Vögel. Ihre Balzrufe sind nur in einer kurzen Zeit am Anfang und am Ende April und dann wieder im Juni vernehmbar. Auch wenn sie gelegentlich während des Tages rufen, sind die langsamen und klagend wirkenden Howe-er-Rufe am häufigsten in den Morgen- und Abendstunden zu vernehmen.
Die Nahrung besteht überwiegend aus Gehäuseschnecken. Daneben fressen sie aber auch Frösche und kleine Schlangen. Sie benutzen gewöhnlich Steine als Schmiede, an denen sie die im Schnabel gehaltenen Gehäuseschnecken so lange schlagen, bis die Gehäuse zerbersten. In der auf dem Boden liegenden Laubschicht suchen sie nach Nahrung, indem sie mit dem Schnabel einzelne Blätter umdrehen.

## Fortpflanzung
Die Fortpflanzungsbiologie der Riesenpitta ist noch nicht abschließend untersucht. So wurden bislang kaum Nester von freiliegenden Riesenpittas gefunden, einige Berichte über Nester und gefundene Gelege werden heute überwiegend anderen Arten zugeordnet. Das bis 1998 einzige wissenschaftlich genauer beschriebene Nest einer Riesenpitta war überwölbt, hatte einen Durchmesser von 21 Zentimeter und war 32 Zentimeter hoch. Der Eingang zum Nest betrug 14 × 12 Zentimeter, eine 18 Zentimeter lange Plattform führte zu diesem Nesteingang. Im Nest befanden sich zwei Eier. Bei Riesenpittas, die in Gefangenschaft gehalten wurden, sind auch Gelege mit drei Eiern bekannt. In Gefangenschaft betrug die Brutzeit 15 bis 16 Tage, beide Elternvögel brüten. Der Anteil des Männchens am Brutgeschäft war etwa 10 Prozent größer als der des Weibchens. Beide Elternvögel füttern die Nestlinge und bringen mit einem durchschnittlichen Abstand von etwas mehr als 12 Minuten Futter zum Nest. Die Nestlinge, die beim Schlupf 9,5 Gramm wogen, nahmen während ihrer ersten 14 Lebenstage täglich 4,2 Gramm zu. Im Alter von 24 Tagen beginnen die Jungvögel selbständig zu werden.

## Unterarten
Bisher sind zwei Unterarten bekannt:
- Hydrornis caeruleus caeruleus (Raffles, 1822)[6] – Die Nominatform kommt auf der Malaiische Halbinsel und auf Sumatra vor.
- Hydrornis caeruleus hosei (Baker, ECS, 1918)[7] – Diese Unterart kommt auf Borneo vor.